# マッチボックス (ミニカー)
マッチボックスとは、ミニカーを中心とした玩具のブランドである。

## 概要
1953年にイギリスのダイカストメーカーのレズニー社（Lesney Products）が発売したミニカーに端を発する。1982年にレズニー社が経営破綻した後、幾多にわたる買収を経て、アメリカの大手玩具メーカーのマテル社のブランドとなる。 
最初期の製品はその名のとおり、マッチ箱を模したデザインの紙製のパッケージに入れられていた。1950年代の製品は金属製のタイヤ/ホイールを履き、窓のクリアパーツや内装もなく簡素な造りであったが、モールドやプロポーションは同時期のディンキーやコーギーにもひけを取るものではなかった。同一番号で製品を入れ替える手法や細いタイヤ/ホイール、実車イラストが描かれたパッケージなど、1970年から始まった日本のミニカーブランド『トミカ』に与えた影響は大きい。
1 - 75までの番号のモデルを順次モデルチェンジしていく『1 - 75』シリーズを中心に様々なラインナップを擁している。

## 沿革
1947年、イギリスのロンドン郊外にて、レズリー・スミス (Leslie Smith) とロドニー・スミス (Rodney Smith) によってダイキャストメーカーとして創業した。
最初の製品はロードローラーで、当初は1年に数種類の新製品を送り出した。このころはまだ「マッチボックス」ブランドは使用されていなかった。1953年にエリザベス2世の戴冠式にあわせ新製品としてRoyal State Coachを2つのスケールで発売し大ヒットとなった。後に「1 - 75」シリーズの展開を開始した。
1960年までに順次、プラスチック製の窓とホイールを装備。1968年発売のNo.33-C、ランボルギーニ・ミウラのように、小スケールながら前輪ステアリング機構を採用した意欲的な製品も存在した。1970年からホットウィールに対抗して高速ホイールを履き、これをスーパーファスト (Superfast ) シリーズと称した。
しかし、ホットウィールを模した派手な塗装や常識外れのデザインは旧来のファンから不評を買い、途中から60年代の実車に忠実な路線に戻っていった。しかし経営は好転せず1982年にレズニー社が経営破綻すると、香港のユニバーサル・トイズ社 (Universal Toys) がこのブランドを買収した。その後は、1992年にアメリカのタイコ社 (Tyco) による買収を経て、1997年からはアメリカのマテル社のミニカーブランドの一つとなる。それまでライバルであったホットウィールとはマテル社傘下において並行して販売されることになった。
元々ホットウィールとマッチボックスはライバル関係にあったこともあり、マッチボックスのコレクターはマテルがブランドを統合したり、ホットウィールのスタイルをマッチボックスに押し付けるのではないか、という懸念が持たれて居たが、ホットウィールが独自の哲学を貫く一方で、マッチボックスは従来のリアル路線でのリリースをマテルが続け、しっかりとそれを保証することでその懸念はある程度は払しょくされている。
2003年には「ヒーローシティー」の名目でメインラインを刷新し、「ウルトラヒーロー」の名目でオリジナルカーをリリースした。
しかし、コレクターからは否定的に取られ、市場も振るわず、すぐに廃止され、メインラインは「MBXメタル」と改められた。
翌年にはカリフォルニア州・エルセグンドを拠点とするデザイナーチームを構成し、リアル路線で実車に忠実な従来の路線へと原点回帰し、ロゴも2001年以前のものに差し戻された。
マテルはマッチボックスが従来の路線をしっかり守っていることを誇示する一環として、「スーパーファスト35周年記念」として、並行してリリースされているメインラインとは別に、箱付きの、1-75のかつてのスーパーファストを彷彿とさせるシリーズを設定。2004年から2006年にかけて販売された。
2019年にはスーパーファスト50周年を記念して、再びこのシリーズが復活し、ホットウィールのリアルライダーのような上級ラインとして、箱付き、ゴムタイヤ、一部モデルはギミック付きのアイテムとして「コレクターズ」と称して登場。
同時期には「ムービング・パーツ」と称してギミック付きのモデルがリリースされており、2020年以降も展開されている。
なお、ディンキーの名前はグローバル市場において、再ブランド化されたマッチボックスの一部のモデルに、タンポ印刷で刻印されるに留まり、専用の金型や再ブランド化されることもなく、現在に至る。

## 製品
- 1 - 75 シリーズ  (レギュラーシリーズ・スーパーファストシリーズ)
- スカイバスターズ (航空機のシリーズ)
- バトルキング
- マッチボックス・ミリタリー
- ディンキー (かつてのメカノ社のミニカーブランド、1980年代にマテル社に買収され、後にマッチボックス傘下で製品が販売された。)

## 日本での展開
日本では当初朝日通商が輸入し、1960年代には「マッチボックス知ってーるかい?」という歌でテレビCMも放映された。その後レズニーの日本法人レズニージャパンによって販売され、ユニバーサル・トイズ社による買収後はマッチボックス・ジャパンが販売したが1988年に撤退した。
1992年にトミー（現タカラトミー）がトミカ未来緊急隊アースコマンダーのシリーズにて、一部の車種を独自のカラーリングと外装部品をつけて販売。
なおこの際、箱にはトミカの記載のみで、マッチボックス製を表すものは無く、逆にミニカー本体にはマッチボックスの記載のみでトミカの表記は無い。
近年では京商が、2010年以降ではマテル社が輸入を行いトイザらスや家電量販店などで発売されている。
2021年からマテル・インターナショナル社が正規輸入した新商品が毎月月末の土曜日頃に販売(一部の月末にはムービング・パーツやコレクターズも販売)されており、トイザらスやバースデイ、ヨドバシカメラ、アマゾン、楽天ブックス、一部店舗のヤマダ電機やドンキホーテなどで販売されることとなった。

## プラモデル
1973年より、レズニー社はマッチボックスのブランドでプラモデルの販売を開始した。当初のラインナップは、同じイギリスの大手プラモデルメーカーのエアフィックスと同様に1/72スケールの航空機と1/76スケールの戦車が中心だった。後に1/32と1/48の航空機、1/700の艦船なども加わった。また、1978年にはアメリカのプラモデルメーカーAMTを買収し、AMT製の1/25を中心とした自動車と、スタートレック関係のキットをマッチボックスブランドでイギリスで販売し、同時にマッチボックス製のキットをAMTブランドでアメリカで販売した。
マッチボックスはプラモデルメーカーとしては比較的後発であったので、先発メーカーとの差別化のため、これまで製品化された事のなかったマイナーな航空機や軍用車両も多数モデル化しており、軍用車両には小型のジオラマベースが付属していた。また製品は2ないし3色で成型されていた。しかし成形色は比較的鮮やかで実物のイメージと合っていない場合が多く、またダイカストモデル並みにスジ彫りが太い製品も少なくなかったため、玩具に近いと評されることもあった。
レズニーの経営破綻後、AMTはアメリカのERTLに売却され、プラモデル部門はドイツレベルの傘下に入って、自社開発製品に一部旧レベル製品を加える形でマッチボックスブランドでの販売が継続された。2000年代に入り、マッチボックスブランドでのプラモデルの販売は終了したが、一部のキットはレベルブランドで販売されている。また、1990年代には中国の上海环球塑胶玩具有限公司（Shanghai Universal Plastic Toys Co., Ltd.）によって一部製品のライセンス生産が行われ、日本にも輸入されていた。